# 나사우바일부르크가
나사우바일부르크 가(Nassau-Weilburg)는 룩셈부르크를 통치하는 왕가이다. 현재는 '룩셈부르크나사우 가문', '부르봉룩셈부르크 가문' 등으로 불리기도 한다.